# Co-Pilot
Singles par Laza Morgan
One By One
(2011)
Singles par Corneille
Histoires Vraies
(2012) Au bout de nos peines
(2012)
Co-Pilot est une chanson de la chanteuse canadienne Kristina Maria sortie en 2011 sous le major Universal. Il existe une version anglophone en duo avec Laza Morgan et pour la version francophone Corneille.

## Classement par pays
Version francophone
| Classement (2012)                        | Meilleure position |
| ---------------------------------------- | ------------------ |
| Belgique (Wallonie Ultratip 50)          | 1                  |
| Belgique (Wallonie Dance Bubbling Under) | 6                  |
| France (SNEP)                            | 47                 |
| France (Club 40)                         | 27                 |

Version anglophone
| Classement (2012) | Meilleure position |
| ----------------- | ------------------ |
| Canada (Hot 100)  | 23                 |